# Сальвати, Габриэле
Габриэле Пьетро Франческо Джованни Леоне Сальвати (итал. Gabriele Pietro Francesco Giovanni Leone Salviati; 29 марта 1910, Болонья — 15 октября 1987) — итальянский легкоатлет, выступавший в беге на короткие дистанции. Бронзовый призёр летних Олимпийских игр 1932 года.

## Биография
Габриэле Сальвати родился 29 марта 1910 года в итальянском городе Болонья.
Получил степень в области древней литературы и надписей.
С 12-летнего возраста выступал в легкоатлетических соревнованиях за «Виртус» из Болоньи. Побеждал в юношеских турнирах. В 1930 году стал чемпионом Италии среди студентов в беге на 100 метров, показав результат 11 секунд.
В 1932 году вошёл в состав сборной Италии на летних Олимпийских играх в Лос-Анджелесе и завоевал бронзовую медаль в эстафете 4х100 метров. Команда Италии, за которую также выступали Джузеппе Кастелли, Руджеро Марегатти и Эдгардо Тоэтти, заняла 2-е место в полуфинале с результатом 42,8 секунды и 3-е в финале (41,2), уступив 1,2 секунды завоевавшей золото сборной США.
Умер 15 октября 1987 года.